# صغد
الصُغْدُ ويقال بالسين السُغْدُ (بالطاجيكية: Суғд)‏ هي واحدة من تقسيمات إدارية الأربع وإحدى ولايات طاجيكستان الثلاث، وتقع بالشمال الغربي للبلد، مساحتها 25,400 كم² وبلغ تعداد سكانها 2,132,100 نسمة عام 2008، تحدها ولايات جیزاخ ونمنكان وسمرقند وفرغانة التابعة لجمهورية أزبكستان وولاية أوش وباتكن التابعتين لجمهورية قرغيزستان، ويمر بها نهر سيحون. وقد كانت تسمى لينين أباد على اسم القائد الثوري الروسي فلاديمير لينين فترة الحكم السوفياتي حتى عام 1991، ثم لينين أوبود حتى 2000 ثم صغد.
وللمنطقة تاريخ طويل حيث تقع فيها مدينة سرازم التاريخية التي يعود تاريخها إلى 5000 عام وكانت مركزاً مهماً لتعدين الفيروز. ويذكر السيوطيُّ في تاريخ الخلفاء أن المسلمين ملكوها في زمن الوليد بن عبد الملك سنة 93 هـ.

## المدن
العاصمة هي خُجند (كانت تسمى لينين أباد)، وعدد السكان هو 155,900 (إحصاء 2008). والمدن الكبرى هي:
- جكالوفسك وسكانها 25,700.
- غفوروف وسكانها 15,700.
- اسفره وسكانها 40,600.
- استرفشن وسكانها 60,200.
- كان بادام وسكانها 47,100.
- بنجاكنت وسكانها 35,900.

## المقاطعات
تنقسم ولاية صغد إلى 14 مركز أو ناحية (بالطاجيكية: ноҳия)‏ وتقرأ (نوحية):
1. ناحية عيني
2. ناحية أشت
3. ناحية غفوروف
4. ناحية غانجي
5. ناحية ظفر آباد
6. ناحية استروشن
7. ناحية اسفره
8. ناحية کان بادام
9. ناحية کوهستان مستچاه
10. ناحية مستچاه
11. ناحية سبتمن
12. ناحية پنجکنت
13. ناحية جبار رسولوف
14. ناحية شهرستان

## ما ذكرة المؤرخون والجغرافيون
قال اليعقوبي:
«ومن بخارى إلى بلد الصغد لمن أخذ نحو القبلة سبع مراحل، وبلد الصغد واسع، وله مدن جلية منيعة حصينة منها: دبّوسيه، وكشّانيه، وكشّ، و نسف، وهي نخشب.
افتتح هذه الكور أعني كور الصغد قتيبة بن مسلم الباهلي أيام الوليد بن عبد الملك.
قال الطبري:
«خبر صلح قتيبة مع السغد وفي هذه السنة (سنة تسعين) جدد قتيبة الصلح بينه وبين طرخون ملك السغد.
ذكر الخبر عن ذلك:
«قال علي: ذكر أبو السري عن الجهم الباهلي، قال: لما أوقع قتيبة بأهل بخارى ففض جمعهم هابه أهل السغد، فرجع طرخون ملك السغد ومعه فارسان حتى وقف قريبا من عسكر قتيبة، وبينهما نهر بخارى، فسأل أن يبعث إليه رجلا يكلمه، فأمر قتيبة رجلا فدنا منه. وأما الباهليون فيقولون: نادى طرخون حيان النبطي فأتاه، فسألهم الصلح على فدية يؤديها إليهم، فأجابه قتيبة إلى ما طلب، وصالحه، وأخذ منه رهنا حتى يبعث إليه بما صالحه عليه، وانصرف طرخون إلى بلاده، ورجع قتيبة ومعه نيزك.
قال الطبري أیضاً:
«وسرح قتيبة من كشّ ونسف أخاه عبد الرحمن بن مسلم إلى السغد، إلى طرخون، فسار حتى نزل بمرج قريبا منهم، وذلك في وقت العصر، فانتبذ الناس وشربوا حتى عبثوا وعاثوا وأفسدوا، فأمر عبد الرحمن أبا مرضية- مولى لهم- أن يمنع الناس من شرب العصير، فكان يضربهم ويكسر آنيتهم ويصب نبيذهم، فسال في الوادي، فسمي مرج النبيذ، فقال بعض شعرائهم:
فقبض عبد الرحمن من طرخون شيئا كان قد صالحه عليه قتيبة، ودفع إليه رهنا كانوا معه، وانصرف عبد الرحمن إلى قتيبة وهو ببخارى، فرجعوا إلى مرو، فقالت السغد لطرخون: إنك قد رضيت بالذل واستطبت الجزية، وأنت شيخ كبير فلا حاجة لنا بك قال: فولوا من أحببتم قال: فولوا غوزك، وحبسوا طرخون، فقال طرخون: ليس بعد سلب الملك إلا القتل، فيكون ذلك بيدي أحب إلي من أن يليه مني غيري، فاتكأ على سيفه حتى خرج من ظهره قال: وإنما صنعوا بطرخون هذا حين خرج قتيبة إلى سجستان وولوا غوزك.
قال الطبري أیضاً:
«قال أبو جعفر: وفي هذه السنة (سنة ثلاث وتسعين) غزا قتيبة بن مسلم منصرفه من خوارزم سمرقند، فافتتحها.
ذكر الخبر عن ذلك:
- وخطب قتيبة الناس فقال: إن الله قد فتح لكم هذه البلدة في وقت الغزو فيه ممكن، وهذه السغد شاغرة برجلها، قد نقضوا العهد الذي كان بيننا، منعونا ما كنا صالحنا عليه طرخون، وصنعوا به ما بلغكم، وقال الله: «فَمَنْ نَكَثَ فَإِنَّما يَنْكُثُ عَلى نَفْسِهِ»، فسيروا على بركة الله، فإني أرجو أن يكون خوارزم والسغد كالنضير وقريظة، وقال الله: «وَأُخْرى لَمْ تَقْدِرُوا عَلَيْها قَدْ أَحاطَ اللَّهُ بِها.» قال: فأتى السغد وقد سبقه إليها عبد الرحمن بن مسلم في عشرين ألفا، وقدم عليه قتيبة في أهل خوارزم وبخارى بعد ثلاثة أو أربعة من نزول عبد الرحمن بهم، فقال: إنا إذا نزلنا بساحة قوم «فَساءَ صَباحُ الْمُنْذَرِينَ.» فحصرهم شهرا، فقاتلوا في حصارهم مرارا من وجه واحد.
- وكتب أهل السغد وخافوا طول الحصار إلى ملك الشاش وإخشاذ فرغانة:

أن العرب إن ظفروا بنا عادوا عليكم بمثل ما أتونا به، فانظروا لأنفسكم.
فأجمعوا على أن يأتوهم، وأرسلوا إليهم: أرسلوا من يشغلهم حتى نبيت عسكرهم.
قال: وانتخبوا فرسانا من أبناء المرازبة والأساورة والأشداء الأبطال فوجهوهم وأمروهم أن يبيتوا عسكرهم، وجاءت عيون المسلمين فأخبروهم.
فانتخب قتيبة ثلاثمائة أو ستمائه من أهل النجدة، واستعمل عليهم صالح ابن مسلم، فصيرهم في الطريق الذي يخاف أن يؤتى منه وبعث صالح عيونا يأتونه بخبر القوم، ونزل على فرسخين من عسكر القوم، فرجعت إليه عيونه فأخبروه أنهم يصلون إليه من ليلتهم، ففرق صالح خيله ثلاث فرق، فجعل كمينا في موضعين، وأقام على قارعة الطريق، وطرقهم المشركون ليلا، ولا يعلمون بمكان صالح، وهم آمنون في أنفسهم من أن يلقاهم أحد دون العسكر، فلم يعلموا بصالح حتى غشوه قال: فشدوا عليه حتى إذا اختلفت الرماح بينهم خرج الكمينان فاقتتلوا.
- ووضع قتيبة عليهم المجانيق، فرماهم بها، وهو في ذلك يقاتلهم لا يقلع عنهم، وناصحه من معه من أهل بخارى وأهل خوارزم، فقاتلوا قتالا شديدا، وبذلوا أنفسهم.
- ثم أصبحوا من غد فرموا المدينة، فثلموا فيها وقال قتيبة: ألحوا عليها حتى تعبروا الثلمة، فقاتلوهم حتى صاروا على ثلمة المدينة، ورماهم السغد بالنشاب، فوضعوا ترستهم فكان الرجل يضع ترسه على عينه، ثم يحمل حتى صاروا على الثلمة، فقالوا له: انصرف عنا اليوم حتى نصالحك غدا فأما باهلة فيقولون: قال قتيبة: لا نصالحهم إلا ورجالنا على الثلمة، ومجانيقنا تخطر على رؤوسهم ومدينتهم قال: وأما غيرهم فيقولون: قال قتيبة: جزع العبيد، فانصرفوا على ظفركم، فانصرفوا، فصالحهم من الغد على ألفي ألف ومائتي ألف في كل عام، على أن يعطوه تلك السنة ثلاثين ألف رأس، ليس فيهم صبي ولا شيخ ولا عيب، على أن يخلوا المدينة لقتيبة فلا يكون لهم فيها مقاتل، فيبنى له فيه مسجد فيدخل ويصلي، ويوضع له فيها منبر فيخطب، ويتغدى ويخرج قال: فلما تم الصلح بعث قتيبة عشرة، من كل خمس برجلين، فقبضوا ما صالحوهم عليه، فقال قتيبة: الآن ذلوا حين صار إخوانهم وأولادهم في أيديكم ثم أخلوا المدينة وبنوا مسجدا ووضعوا منبرا، ودخلها في أربعة آلاف.

انتخبهم، فلما دخلها أتى المسجد فصلى وخطب ثم تغدى، وأرسل إلى أهل السغد: من أراد منكم أن يأخذ متاعه فليأخذه، فإني لست خارجا منها، وإنما صنعت هذا لكم، ولست آخذ منكم أكثر مما صالحتكم عليه، غير أن الجند يقيمون فيها.
قال: أما الباهليون فيقولون: صالحهم قتيبة على مائة ألف رأس، وبيوت النيران وحلية الأصنام، فقبض ما صالحهم عليه، وأتى بالأصنام فسلبت، ثم وضعت بين يديه، فكانت كالقصر العظيم حين جمعت، فأمر بتحريقها، فقالت الأعاجم: إن فيها أصناما من حرقها هلك، فقال قتيبة أنا أحرقها بيدي، فجاء غوزك، فجثا بين يديه وقال: أيها الأمير، إن شكرك علي واجب، لا تعرض لهذه الأصنام، فدعا قتيبة بالنار وأخذ شعلة بيده، وخرج فكبر، ثم أشعلها، وأشعل الناس فاضطرمت، فوجدوا من بقايا ما كان فيها من مسامير الذهب والفضة خمسين ألف مثقال.
قال: وأخبرنا مخلد بن حمزة بن بيض، عن أبيه، قال: حدثني من شهد قتيبة وفتح سمرقند أو بعض كور خراسان فاستخرجوا منها قدورا عظاما من نحاس، فقال قتيبة لحضين: يا أبا ساسان، أترى رقاش كان لها مثل هذه القدور؟ قال: لا، لكن كان لعيلان قدر مثل هذه القدور، فضحك قتيبة وقال: أدركت بثأرك.
- وكسر ذلك أهل السغد، فطلبوا الصلح، وعرضوا الفدية فأبى، وقال: أنا ثائر بدم طرخون، كان مولاي وكان من أهل ذمتي.

قال الطبري ایضاً:
ذكر الخبر عن غزو سعيد خذينه السغد
- وفي هذه السنة (سنة اثنتين ومائة) قطع سعيد خذينة  نهر بلخ وغزا السغد، وكانوا نقضوا العهد وأعانوا الترك على المسلمين.
- وكان سبب غزو سعيد هذه الغزوة- فيما ذكر- أن الترك عادوا إلى السغد، فكلم الناس سعيدا وقالوا: تركت الغزو، فقد أغار الترك، وكفر أهل السغد، فقطع النهر، وقصد للسغد، فلقيه الترك وطائفة من أهل السغد فهزمهم المسلمون.

قال الطبري ایضاً:
- ذكر الخبر عما كَانَ فِيهَا من الأحداث ذكر الوقعة بين الحرشي والسغد

ففي هذه السنة (سنة أربع ومائة) كانت وقعة الحرشي بأهل السغد وقتله من قتل من دهاقينها ذكر الخبر عن أمره وأمرهم في هذه الوقعة:
- ذكر علي عن أصحابه أن الحرشي غزا في سنة أربع ومائة فقطع النهر.

وعرض الناس، ثم سار فنزل قصر الريح على فرسخين من الدبوسية، ولم يجتمع إليه جنده.
قَالَ: فأمر الناس بالرحيل.
- وقد كانوا حفروا في ربضهم وراء الباب الخارج خندقا، وغطوه بقصب، وعلوه بالتراب مكيدة، وأرادوا إذا التقوا إن انهزموا أن يكونوا قد عرفوا الطريق، ويشكل على المسلمين فيسقطوا في الخندق.
- قَالَ: فلما خرجوا قاتلوهم فانهزموا، وأخطئوهم الطريق، فسقطوا في الخندق فأخرجوا من الخندق أربعين رجلا، على الرجل درعان درعان، وحصرهم الحرشي، ونصب عليهم المجانيق، فأرسلوا إلى ملك فرغانة: غدرت بنا، وسألوه أن ينصرهم، فقال لهم: لم أغدر ولا أنصركم، فانظروا لأنفسكم، فقد أتوكم قبل انقضاء الأجل، ولستم في جواري فلما أيسوا من نصره طلبوا الصلح، وسألوا الأمان وأن يردهم إلى السغد، فاشترط عليهم أن يردوا من في أيديهم من نساء العرب وذراريهم، وأن يؤدوا ما كسروا من الخراج، ولا يغتالوا أحدا، ولا يتخلف منهم بخجندة أحد، فإن أحدثوا حدثا حلت دماؤهم.

قَالَ: وكان السفير فيما بينهم موسى بْن مشكان مولى آل بسام.
- وكان في أيدي السغد أسراء من المسلمين فقتلوا منهم خمسين ومائة، ويقال: قتلوا منهم أربعين، قَالَ: فأفلت منهم غلام فأخبر الحرشي- ويقال: بل أتاه رجل فأخبره- فسألهم فجحدوا، فأرسل إليهم من علم علمهم، فوجد الخبر حقا، فأمر بقتلهم، وعزل التجار عنهم- وكان التجار أربعمائة، كان معهم مال عظيم قدموا به من الصين- قَالَ: فامتنع أهل السغد، ولم يكن لهم سلاح، فقاتلوا بالخشب، فقتلوا عن آخرهم فلما كان الغد دعا الحراثين- ولم يعلموا ما صنع أصحابهم- فكان يختم في عنق الرجل ويخرج من حائط إلى حائط فيقتل، وكانوا ثلاثة آلاف- ويقال سبعة آلاف- .
- وكتب الحرشي إلى يزيد بْن عبد الملك، ولم يكتب إلى عمر بْن هبيرة، فكان هذا مما وجد فيه عليه عمر بْن هبيرة.

قال الطبري أیضاً:
فمن ذلك (سنة ثلاث وعشرين ومائة) ما جرى بين أهل السغد ونصر بْن سيار من الصلح.
ذكر علي بْن محمد، عن شيوخه، أن خاقان لما قُتل في ولاية أسد، تفرقت الترك في غارة بعضها على بعض، فطمع أهل السغد في الرجعة إليها، وانحاز قوم منهم إلى الشاش، فلما ولى نصر بْن سيار أرسل إليهم يدعوهم إلى الفيئة والمراجعة إلى بلادهم، وأعطاهم كل ما أرادوا.
قَالَ: وكانوا سألوا شروطا أنكرها أمراء خراسان، منها ألا يعاقب من كان مسلما وارتد عن الإسلام، ولا يتعدى عليهم في دين لأحد من الناس، ولا يؤخذون بقبالة عليهم في بيت المال، ولا يؤخذ أسراء المسلمين من أيديهم إلا بقضية قاض وشهادة العدول، فعاب الناس ذلك على نصر، وكلموه فقال: أما والله لو عاينتم شوكتهم في المسلمين ونكايتهم مثل الذي عاينت ما أنكرتم ذلك! فأرسل رسولا إلى هشام في ذلك، فلما قدم الرسول أبى أن ينفذ ذلك لنصر، فقال الرسول: جربت يا أمير المؤمنين حربنا وصلحنا، فاختر لنفسك فغضب هشام، فقال الأبرش الكلبي: يا أمير المؤمنين، تألف القوم واحمل لهم، فقد عرفت نكايتهم كانت في المسلمين، فأنفذ هشام ما سأل.
قال قدامه بن جعفر:
و ورد سعيد بالرهون التي أخذهم من السّغد المدينة فألبسهم جباب الصوف وألزمهم السواني والسقي والعمل فدخلوا عليه مجلسه ففتكوا به فقتلوه وقتلوا أنفسهم.
وولي معاوية عبد الرحمن بن زياد خراسان فمات معاوية وهو عليها، وكان عبد الرحمن شرها فصرفه يزيد بن معاوية.
قال قدامه بن جعفر ایضاً:
وغزا قتيبة بخارى ففتحها على صلح وأوقع بالصغد وقتل نيزك بطخارستان وصلبه. وافتتح كش، ونسف وقد كانوا نقضوا وتعرف نسف بنخشب- صلحا.
قال ابن الفقيه الهمداني:
و الإقليم الثالث: مبتدأه عرض أرض الصّغد وجرجان، حتى ينتهي إلى أرض الترك وحدّ الصين إلى أقصى المشرق، ومن غربيّة نحو مصر، ومن شرقيّة السند وعدن، ومنتهى عرضه أرض الشام وفارس وأصفهان. وهناك ناس حكماء.
قال ابن حوقل:
ويتّصل ببخارى من شرقيّها السّغد وأوّلها إذا جزت كرمينيه، الدبوسيه ثمّ اربنجن والكشانيه وسمرقند وكلّ هذا بلد السّغد على أنّ من الناس من يزعم أنّ بخارى وكش ونسف من السّغد وهي في أعمال الديوان مفرده.
قال صاحب حدود العالم:
بلاد في نواحي المشرق لا يوجد مكان أكثر حسنا منها. ذات مياه جارية وأشجار كثيرة وهواء طيب. أهلها يقرون الضيف ودودون. عامرة وبها نعمة وفيرة. و بها يكثر الظرفاء ذوو الدين.
قال المقدسي:
وأما الصغد فإن قصبتها سمرقند وهي مصر الإقليم ولها اثنا عشر رستاقا ستّه جنوبي النهر بنجكث ثم رغسره ثم مايمرغ ثم سنجرفغن ثم الدّرغم ثم أوفر فاما الشماليّه فأعلاها ياركث ثم بورنمذ ثم بوزماجن ثم كبوذنجكث ثم وذار ثم المرزبان في بعضها مدائن نصفها في الرساتيق وبقيّه مدن الكورة ريودد، أبغر، إشتيخن، كشاني، دبوسيه، كرمينيه، ربنجان، قطوانه.
قال ابن مسکویه:
فتح السغد ولمّا أخذ قتيبة صلح صاحب خوارزم قام إليه المجسّر بن مزاحم السلمى فقال:
«إنّ لى حاجة فأخلنى.» فأخلاه، فقال:
«إن أردت السغد يوما من الدهر فالآن. فإنّهم آمنون من أن تأتيهم عامك هذا، وإنّما بينك وبينهم عشرة أيّام.» فقال له قتيبة:
«أشار عليك أحد بهذا؟» قال:
«لا.» قال:
«فأعلمته أحدا؟» قال:
«لا.» قال:
«فو الله، لئن تكلّم به أحد لأضربن عنقك.» فأقام يومه ذلك. فلمّا أصبح من الغد دعا عبد الرحمان فقال:
«سر في الفرسان والمرامية وقدّم الأثقال إلى مرو.» فوجّهت الأثقال إلى مرو، ومضى عبد الرحمان يتبع الأثقال يريد مرو يومه كلّه. فلمّا أمسى كتب إليه:
«إذا أصبحت فوجّه الأثقال إلى مرو، وسر في الفرسان والمرامية نحو السغد
واكتم الأخبار فإنّى بالأثر.» فلمّا أتى عبد الرحمان الخبر أمضى الأثقال إلى مرو، وسار حيث أمره. وخطب قتيبة الناس فقال:
«إنّ الله، عزّ وجلّ، قد فتح لكم هذه البلدة في وقت الغزو فيه ممكن وهذه السغد شاغرة برجلها قد نقضوا العهد الذي كان بيننا، ومنعونا من مال الصلح الذي صالحنا عليه صاحبهم، وصنعوا به ما بلغكم. وقال الله، عزّ وجلّ:
- (فَمَنْ نَكَثَ فَإِنَّما يَنْكُثُ عَلى نَفْسِهِ). فسيروا على بركة الله فإنّى أرجو أن تكون خوارزم والسغد كالنضير وقريظة.» فأتى السغد وقد سبقه عبد الرحمان بن مسلم في عشرين ألفا، وقدم عليه قتيبة في أهل خوارزم بعد ثالثة ورابعة، فقال:

«إنّا إذا نزلنا بساحة قوم فساء صباح المنذرين.» فحصرهم شهرا، فقاتلوه في حصارهم من وجه واحد، وخاف أهل السغد طول الحصار، فكتبوا إلى أهل الشاش وإخشيذ فرغانة:
«إنّ العرب إن ظفروا بنا عادوا عليكم بمثل ما أتونا به، فانظروا لأنفسكم فاجتمعوا على أن تأتوهم.» فأرسلوا إليهم أن:
«أرسلوا إليهم من يشغلهم حتّى نبيّت عسكرهم.» وانتخبوا فرسانا من أبناء المرازبة والأساورة والأشدّاء الأبطال، فوجّهوهم وأمروهم أن يبيّتوا عسكرهم. وجاءت عيون المسلمين، فأخبروهم، فانتخب قتيبة ثلاثمائة أو ستمائة من أهل النجدة واستعمل عليهم صالح بن مسلم.
وكان ملك الشاش وإخشيذ فرغانة وخاقان لمّا أتاهم كتاب غورك قالوا:
«إنّ صاحب السغد بيننا وبين العرب، فإن وصلوا إليهم كنّا أضعف وأذلّ، فإنّا والله ما نؤتى إلّا من سفلتنا وإنّهم لا يجدون كوجدنا، ونحن معشر الملوك المعنيّون بهذا الأمر.» فانتخبوا أبناء الملوك وفتيانهم وقالوا لهم:
«أخرجوا حتّى تأتوا على عسكر قتيبة، فإنّه مشغول بحصار السغد.» وولّوا عليهم ابنا لخاقان. وبلغ قتيبة الخبر كما حكيناه من أمره، فانتخب من أهل النجدة والبأس، فكان منهم: شعبة بن ظهير، وزهير بن حيّان، وعدّة من أمثالهم، فقال لهم:
«إنّ عدوّكم قد رأوا بلاء الله عندكم وتأييده إيّاكم، فأجمعوا على أن يحتالوا ويطلبوا غرّتكم وبياتكم، واختاروا دهاقينهم وملوكهم، وأنتم دهاقين العرب وفرسانهم وقد فضّلكم الله بدينه، فأبلوا الله بلاءا حسنا تستوجبون به الثواب مع الذبّ عن أحسابكم.» ووضع قتيبة عيونا على العدوّ، حتّى إذا قربوا منه قدر ما يصلون إلى عسكرهم من الليل، أخرج الذين انتخبهم، واستعمل عليهم صالح بن مسلم.
فخرجوا من العسكر عند المغرب، فساروا فنزلوا على فرسخين من العسكر على طريق القوم الذين وصف لهم.
وفرّق صالح خيله، وأكمن كمينا عن يساره ويمينه، حتّى إذا مضى نصف الليل أو ثلثاه جاء العدوّ باجتماع وإسراع وصمت، وصالح واقف في خيله. فلمّا رأوه شدّوا عليه حتّى إذا اختلفت الرماح شدّ الكمينان عن يمين وشمال. فلم ير قوم
كانوا أشدّ منهم.
فتحدّث شعبة قال: إنّا لنختلف عليهم بالضرب والطعن إذ تبيّنت قتيبة، فضربت ضربة أعجبتنى وأنا أنظر إلى قتيبة فقلت:
«كيف ترى بأبى أنت وأمّى؟» فقال:
«اسكت دقّ الله فاك.» فقتلناهم، فلم يفلت منهم إلّا الشريد، وأقمنا نحوي الأسلاب، ونحتزّ الرؤوس حتّى أصبحنا، ثمّ أقبلنا إلى العسكر. فلم أر قطّ جماعة جاءوا بمثل ما جئنا به، ما منّا رجل إلّا معلّقا رأسا معروفا باسمه، وسلبا من جيّد السلاح وكريم المتاع ومناطق الذهب ودوابّ فره، وجئنا بالرؤوس إلى قتيبة، فقال:
«جزاكم الله خيرا عن الدين والأحساب.» ثمّ أكرمنى من غير أن يكون باح لى بشيء، وقرن بى في الصلة والإكرام حيّان العدوى وحليسا الشيبانى. فظننت أنّه رأى منهما مثل الذي رأى منّى.
وكسر ذلك أهل السغد وطلبوا الصلح وعرضوا الفدية، فأبى قتيبة وقال:
«أنا ثائر بدم طرخون- يعنى صاحبهم- كان مولاي، وفي ذمّتى.» ووضع قتيبة عليهم المجانيق فرماهم وهو في ذلك لا يقلع عنهم، وناصحه من كان معه من أهل بخارى وأهل خوارزم، وبذلوا أنفسهم.
فأرسل إليهم غورك:
«إنّك إنّما تقاتلني بإخوتى وأهل بيتي من العجم فأخرج إلى العرب.» فغضب قتيبة ودعا الجدلىّ وقال:
«اعرض الناس وميّز أهل البأس.» فجمعهم، ثمّ جلس قتيبة يعرضهم بنفسه، ودعا العرفاء، فجعل يدعو برجل رجل فيقول:
«ما عندك؟» فيقول العريف:
«شجاع.» ويقول:
«ما هذا؟» فيقول:
«محتضر.» ويقول:
«ما هذا؟» فيقول:
«جبان.» فسمّى قتيبة الجبناء الأنتان، وأخذ خيلهم وجيد سلاحهم فأعطاه الشجعاء والمحتضرين، فترك لهم رثّ السلاح، ثمّ زحف بهم فقاتل بهم فرسانا ورجالا، ورمى المدينة بالمجانيق، فثلم فيها ثلمة فسدّوها بغرائر الدخن وجاء رجل حتّى قام على الثلمة، فشتم قتيبة شتما قبيحا فضيحابالعربيّة. وكان مع قتيبة قوم رماة، فقال لهم:
«اختاروا منكم رجلين.» فاختاروا. فقال:
«أيّكما يرى هذا الرجل، فإن أصابه فله عشرة آلاف وإن أخطأ قطعت يده.» فتلكّأ أحدهما وتقدّم الآخر، فلم يخطئ عينه. فأمر له بعشرة آلاف.
فتحدّث يحيى بن خالد بن ثابت مولى مسلم بن عمرو قال: كنت في رماة قتيبة، فلمّا فتحنا المدينة صعدت السور، فأتيت مقام ذلك الرجل الذي كان فيه،
فوجدته ميّتا على الحائط ما أخطأت النشّابة عينه حتّى خرجت من قفاه.
ثمّ أصبحوا من غد فرموا المدينة حتّى ثلموا فيها. وقال قتيبة:
«ألحّوا عليها حتّى تعبروا الثلمة.» فقاتلوهم، ورماهم السغد بالنشّاب، فوضعوا ترستهم على أعينهم، ثمّ حملوا حتّى صاروا على الثلمة، وكانوا طلبوا الصلح، فقال قتيبة:
«لا والله! ما نصالحكم إلّا ورجالنا على الثلمة ومجانيقنا تخطر على مدينتكم.» فصالحهم من غد على ألفي ألف ومائتي ألف (2،200،000) في كلّ عام، على أن يعطوه تلك السنة ثلاثين ألف رأس ليس فيه صبىّ ولا شيخ ولا ذو عيب، وعلى أن يخلوا المدينة لقتيبة، فلا يكون لهم فيها مقاتل، فيبنى فيها مسجد فيدخل ويصلّى، ويوضع له فيها منبر، ويتغدّى ويخرج.
فلمّا تمّ الصلح بعث قتيبة بعشرة من كلّ خمس برجلين، فقبضوا ما صالحهم عليه، فقال قتيبة:
«الآن ذلّوا حين صار أزواجهم وأولادهم في أيديكم.» ثم أخلوا المدينة وبنوا مسجدا ووضعوا منبرا، فدخلها قتيبة في أربعة آلاف انتخبهم. فلمّا دخلها أتى المسجد، فصلّى وخطب، ثمّ تغدّى. وأرسل إلى أهل السغد:
«من أراد منكم أن يأخذ متاعه فليأخذ، فإنّى لست خارجا منها، وإنّما صنعت هذا لكم، ولست آخذ منكم أكثر مما صالحتكم عليه غير أنّ الجند يقيمون فيها.»
والباهليّون يقولون: صالحهم قتيبة على مائة ألف رأس وبيوت النيران وحلية الأصنام. فقبض ما صالحهم عليه، وأتى بالأصنام فسلبت ووضعت بين يديه وكانت كالقصر العظيم حين جمعت، فأمر بتحريقها.
فقالت الأعاجم:
«إنّ فيها أصناما من حرقها هلك.» فقال قتيبة:
«أنا أحرقها بيدي.» فجاء غورك، فجثا بين يديه وقال:
«إنّ شكرك علىّ واجب، لا تعرّض لهذه الأصنام.» فدعا قتيبة بالنار، فأخذ شعلة بيده، وخرج فكبّر، ثمّ أشعلها وأشعل الباب، فاضطرمت، فوجدوا من بقايا ما كان فيها من مسامير الذهب والفضّة خمسين ألف مثقال.
جارية رابعة ليزدجرد أصابها قتيبة
ومن ملح الحديث وإن لم يكن من شرط هذا الكتاب، أنّ قتيبة أصاب بالسغد جارية رابعة من ولد يزد جرد، فقال:
«أترون ابن هذه يكون هجينا؟» فقالوا:
- «نعم، يكون هجينا من قبل أبيه.» فبعث بها إلى الحجّاج، فبعث بها الحجّاج إلى الوليد، فولدت له يزيد بن الوليد.
قال ابن طباطبا علوي اصفهاني:
صغد من سواد ما وراء النهر.
ذكر من ورد صغد من ولد الحسن بن على، ثم من أولاد زيد بن الحسن ابن على، منهم من ولد القاسم بن الحسن بن زيد بن الحسن.
(بالصغد) أبو الحسين بن الحسن بن زيد بن محمد أبى الفضل بن أبى الحسن محمد بن محمد بن عبد الرحمن الشجرى، عقبه أبو عبد اللّه محمد وأبو القاسم يحيى وأبو محمد الحسن.
من سواد ما وراء النهر، بالضم ثم السكون وآخره دال مهملة، وقد يقال بالسين مكان الصاد: إقليم يشمل الأراضي الخصبة فيما
بين نهرى جیحون وسیحون، وكان الصغد يحسب أحد جنان الدنيا الأربع وقد بلغ الذروة في أيام الامراء السامانيين وكانت أجل مدنه سمرقند وبخارى.
قال الإدريسي:
ويتصل ببخارى من شرقيها مع الجنوب أرض الصغد وأولها إذا جزت كرمينية سرت إلى الدبوسية مشرقا مرحلة.
قال الإسكندري:
سغد وأما بضمّ السّين وسكون الغين المعجمة: صقع بخراسان من فتوح قتيبة بن مسلم.
قال الإسكندري ایضاً:
صخد موضع.
قال الحازمي الهمداني:
بضمّ السين وسكون العين المعجمة -: بلده بين بخارى وسمرقند، ويقال بالصاد: ينسب إليها أبو العلاء كامل بن مكرم بن محمّد بن عمر بن وردان التميمي السعدي، سكن بخارى، كان يورق على باب صالح جزره، روى عن الربيع بن سليمان وغيره.
قال الحازمي الهمداني أیضاً:
بضمّ الصاد وسكون الغين المعجمة -: بلد بين بخارى وسمرقند، ويقال بالسين، ينسب إليه نفر ذكرناهم في (الفيصل)، ويقال ثمّ صغد بخارى، و صغد بخارى.
قال ياقوت الحموي:
بضم أوّله، وسكون ثانيه، وآخره دال مهمله: ناحية كثيرة المياه نضرة الأشجار متجاوبة الأطيار مؤنقة الرياض والأزهار ملتفّه الأغصان خضرة الجنان تمتد مسيرة خمسة أيّام لا تقع الشمس على كثير من أراضيها ولا تبين القرى من خلال أشجارها، وفيها قرى كثيرة بين ببخارى وسمرقند، وقصبتها سمرقند، وربّما قيلت بالصاد، وقد نسب إليه أبو العلاء كامل بن مكرم بن محمد بن عمر بن وردان التميمي السّغدي، سكن بخارى وكان يورّق على باب صالح جزره، روى عن الربيع بن سليمان،
وقال الشاعر:
وذكر أبو عبد الله المقدسي أن بالسّغد اثني عشر رستاقا:
سته جنوبي النهر، وهي بنجكث ثمّ ورغسر ثمّ مايمرغ ثمّ سحرقعر ثمّ درغم ثمّ أوفر، وأما الشماليه فأعلاها باركث ثم وريمد ثمّ بزماخر ثمّ كبوذنجكث ثمّ وذار ثمّ المرزبان، ومن مدنها:
كشانيه وإشتيخن ودبوسيه وكرمينيه، والله أعلم.
قال یاقوت الحموي ایضاً:
بالضم ثمّ السكون، وآخره دال مهمله، وقد يقال بالسين مكان الصاد: وهي كوره عجيبه قصبتها سمرقند، وقيل: هما صغدان صغد سمرقند وبخارى، وقيل: جنان الدنيا أربع: غوطه دمشق وصغد سمرقند ونهر الأبلّه وشعب بوّان، وهي قرى متصله خلال الأشجار والبساتين من سمرقند إلى قريب من بخارى لا تبين القرية حتى تأتيها لالتحاف الأشجار بها، وهي من أطيب أرض الله، كثيره الأشجار غزيره الأنهار متجاوبه الأطيار، وقال الجيهاني في كتابه: الصغد كصوره إنسان رأسه بنجيكت ورجلاه كشانيه وظهره وفر وبطنه كبوكث ويداه مايمرغ وبزماخر، وجعل مساحته سته وثلاثين فرسخا في سته وأربعين، وقال: منبرها الأجلّ سمرقند ثمّ كشّ ثمّ نسف ثمّ كشانيه، وقال غيره: قصبه الصغد إشتيخن، وفضّلها على سمرقند، وبعضهم يجعل بخارى أيضا من الصغد، وقال: إن النهر من أصله إلى بخارى يسمى الصغد، ولا يصحّ هذا، والصغد في الأصل اسم للوادي والنهر الذي تشرب منه هذه النواحي، قالوا: وهذا الوادي مبدؤه من جبال البتّم في بلاد الترك يمتد على ظهر الصغانيان وله مجمع ماء يقال له وي مثل البحيرة حواليها قرى وتعرف الناحية ببرغر فينصبّ منها بين جبال حتى يتصل بأرض بنجيكت ثمّ ينتهي إلى مكان يعرف بورغسر، وبه رأس السّكر ومنه تتشعّب أنهار سمرقند ورساتيق يتصل بها من عرى الوادي من جانب سمرقند، وقد فضل الإصطخري الصغد على الغوطه والأبلّه والشعب قال: لأن الغوطه التي هي أنزه الجميع إذا كنت بدمشق ترى بعينيك على فرسخ أو أقل جبالا قرعا عن النبات والشجر وأمكنه خاليه عن العمارة والخضرة، وأكمل النزه ما ملأ البصر ومد الأفق، وأمّا نهر الأبلّه فليس بها ولا بنواحيها مكان يستطرف النظر منه وليس بها مكان عال فلا يدرك البصر أكثر من فرسخ ولا يستوي المكان المستتر الذي لا يرى منه إلّا مقدار ما يرى ومكان ليس بالمستتر ولا بالنزه، ولم يذكر شعب بوّان، قال: وأما صغد سمرقند فإنّي لا أرى بسمرقند ولا بالصغد مكانا إذا علا الناظر قهندزها أن يقع بصره على جبال خاليه من شجر أو خضره أو غيره وإن كان مزروعا غير أن المزارع في أضعاف خضره النبات، فصغد سمرقند إذا أنزه البلدان والأماكن المشهوره المذكوره لأنّها من حد بخارى على وادي الصغد يمينا وشمالا يتصل إلى حد البتّم لا ينقطع، ومقداره في المسافة ثمانيه أيّام، تشتبك الخضرة والبساتين والرياض وقد حفّت بالأنهار الدائم جريها والحياض في صدور رياضها وميادينها وخضره الأشجار والزروع ممتده على حافتي واديها، ومن وراء الخضرة من جانبيها مزارع تكتنفها ومن وراء هذه المزارع مراعي سوامها، وقصورها والقهندزات من كل قريه تلوح في أثناء خضرتها كأنّها ثوب ديباج أخضر وقد طرزت بمجاري مياهها وزينت بتبييض قصورها، وهي أزكى بلاد الله وأحسنها أشجارا وثمارا، وفي عامه مساكن أهلها المياه الجارية والبساتين والحياض قلّ ما تخلو سكه أو دار من نهر جار، وقال أبو يعقوب إسحاق بن حسّان بن قوهي الخرّمي وأصله من الصغد وأقام بمرو وكان صحب عثمان بن خزيم القائد وكان يلي أرمينيا فسار خاقان الخزر إلى حربه وعسكر ابن خزيم إزاءه وعقد لأبي يعقوب على الصحابة وأشراف من معه فكرهوا ذلك فقال الخرّمي:
وقال أيضا:
وقد نسب إلى الصغد طائفه كثيره من أهل العلم، وجعلها الحازمي صغدين: صغد بخارى و صغد سمرقند منهم أيوب بن سليمان بن داود الصغدي، حدّث عن أبي اليمان الحكم بن نافع الحمصي والربيع بن روح ويحيى بن يزيد الخوّاص وغيرهم، وتوفي سنه 274.
قال القزوینی:
كورة بين بخارى وسمرقند، إحدى جنان الدنيا؛ قالوا: جنان الدنيا أربع: صغد سمرقند، وغوطة دمشق، وشعب بوان، و أبلة البصرة.
أما صغد سمرقند فإنها قرى متصلة، خلال الأشجار والبساتين، من سمرقند إلى قريب من بخارى، لا يتبين القرية حتى يأتيها لالتحاف الأشجار بها. وهي أطيب أرض الله، كثيرة الأشجار متجاوبة الأطيار غزيرة الأنهار، وزادت على غيرها من الجنان بلطافة الهواء وعذوبة الماء. وليس بصغد سمرقند مكان إذا علاه الناظر يقع بصره على صحراء غبراء أو جبال خالية غير شجراء.
وإنها على واد يميناً وشمالاً، ومقدارها في المسافة خمسة أيام تشتبك الخضرة والبساتين والرياض، وقد حفت بالأنهار الدائم جريها، والحياض في صدور رياضها، وخضرة الأشجار والزروع ممتدة على حافتي واديها، من وراء الخضرة من الجوانب المزارع تكتنفها، ومن وراء المزارع مراعي سوائمها.
وفي كل مدينة قرية قصورها وقهندزها تلوح في أوساطها كالثوب الديباج الأخضر وقد طرز بمجاري مياهها، وزينت بتبييض قصورها. وهي أزكى بلاد الله وأحسنها أشجاراً وأثماراً، وفي عامة مساكن أهلها البساتين والمياه الجارية. ومساحة الصغد ستة وثلاثون فرسخاً في ستة وأربعين فرسخاً. قصبتها سمرقند.
قال عبد المؤمن البغدادي:
بالضم، ثم السكون، وآخره دال: ناحية كثيرة المياه نضرة الأشجار، متجاوبة الأطيار، ملتفة الأغصان تمتدّ مسيرة خمسة أيام لا تقع الشمس على كثير من أراضيها، ولا تبين القرى من خلال أشجارها، وفيها قرى كثيرة بين بخارى وسمرقند، وقصبتها سمرقند.
وربما قيلت بالصاد؛ وهي إحدى جنان الدنيا المذكورة؛ وأظنها الآن خراب، فإن التتر خرّبوا تلك النواحى كلّها.
قال عبد المؤمن البغدادي أیضاً:
بالضم، ثم السكون، وآخره دال مهملة. وقد يقال بالسين مكان الصاد. وهما صغدان: صغد بخارى، وصغد سمرقند. وهي قرى متّصلة خلال الأشجار والبساتين من سمرقند إلى قريب من بخارى.
والصغد : اسم للوادى والنهر الذي تشرب هذه النواحى منه. ومبدؤه من جبال البتّم في بلاد الترك، يمتد على ظهر الصغانيان، وله مجمع ماء مثل البحيرة يقال له: وى حولها قرى، وتعرف الناحية ببر غر ينصبّ منها بين جبال، حتى يتصل بأرض بنجيكت، ثم ينتهى إلى مكان بورغسر، وبه رأس السكر، ومنه تتشعب أنهار سمرقند ورساتيق تتصل بها من غربىّ الوادى، من جانب سمرقند.
قال العمري:
وبسائر ما وراء النهر من الأنهار المتخرقة والرياض المتصلة، والأشجار الملتفة، والثمار الكثيرة ما لا يوجد مثله في سائر الأمصار، ولا دمشق ولا غيرها، وإن قيل أن متنزهات الدنيا أربعة غوطة دمشق أحدها، وقال بعضهم أنها أفضلها، ولكن سغد سمرقند أطول وأعرض وأفسح وأكثر ماء، وأمد مدى، تجول العين في فضائه.
حدثني السيد الشريف جلال الدين حسن بن أبي المجاهد الحسيني السمرقندي عن طول مدى السغد فقال: بقدر عشرة أيام بالسير المعتاد.
قلت: وقد قال صاحب أشكال الأرض أنه يكون ثمانية أيام، فقال: لا لا يكاد يقصر من عشرة أيام، فأين غوطة دمشق من هذا أو كلها من منبع الماء من واديها إلى تناهيه، لا يبلغ نصف يوم مع كون  السغد مكشوفا، تسافر العين من أوله إلى آخره في فرد مدى نظر، وما غوطة دمشق هكذا، لاكتناف الجبلين لواديها، ولأن أنهار السغد واضحة في خلال خمائلها، ممتدة في بسيط الخضرة، لا يحتجب ولا يخفى عن العين، وليست الأنهار بدمشق مكشوفة إلا في مجرى الوادي بها، فأما إذا أشرف المستشرف عليها، فإنه لا يرى إلا ما يليه، ولا تقع عينيه إلا على ما يحاذيه، ولقد بقى من سمرقند متعة الأبصار على ما نابها من النوائب، وأعترت أنهارها من الشوائب، وبليت به أغصانها مما تشيب له الذوائب
أيام جنكيز خان وأبنائه، وما رميت به من حوادث الحدثان في تلك المدد، وإذا حصل الاتصاف قيل أن غوطة دمشق قطعة من سغد سمرقند.
قال العمری ایضاً:
قال ابن سعيد: المتنزهات التي تقع المناظرة فيها بين المشرق والمغرب فإننا نبني الكلام فيها على ما ورد في الكتب، من أن المتنزهات المشهورة بالحسن والتقديم على سواها أربعة: و هي غوطة دمشق بالشام، والأبلة بالعراق، وشعب بوّان بأرض فارس، وصغد سمرقند وراء النهر.
قال ابن الوردي:
أرض الصغد: وهي أرض واسعة ذات بساتين وأشجار وفواكه ومياه ومدن عامرة ولها نهر يسمى الصغد يخرج من جبال التيم ويمتد على ظهرها، ومدينتها العظمى تسمى الصغد وهي ذات قصور عالية وأبنية شاهقة والمياه تخترق أزقتها وشوارعها، وقل أن يكون بها قصر أو دار أو بستان بغير ماء.
قال الحمیري:
من بخارى إليها سبع مراحل، وهو قطر واسع له مدن جليلة متسعة حصينة منها: دبوسية وكشانية وكشّ وغيرها.
افتتحها قتيبة بن مسلم الباهلي أيام الوليد بن عبد الملك.
والصغد بين بخارى وسمرقند، وهم رهط من الترك، وأهل بيت المملكة منهم بفرغانة، وفيهم كان الملك وهو خاقان الخواقين، وكان يجمع ملكه سائر الممالك، ثم انتثرت مملكتهم، وتسمى بهذا الاسم فريق منهم ببلاد التبت، وكان ممن ينقاد إلى خاقان، فلما انحل عقد نظامهم تسمى بهذا الاسم تشبها به.
ومن كشّ مدينة الصغد العظمى إلى سمرقند أربع مراحل.
والصغد هم الهياطلة، وهم بين بخارى وسمرقند.
وحكوا أن مسلم بن عقبة لما خرج من المدينة بعد وقعة الحرة يريد مكة متوجها إلى حرب عبد الله بن الزبير رضي اللّه عنهما فبلغ المشلل دون قديد مات هناك، أخزاه اللّه، فأخبرت بذلك أم ولد ليزيد بن عبد اللّه بن زمعة، وكانت تنزل قريبا من قديد، فجاءته فنبشته فحرقته بالنار، وحرقت كفيه وبقرت بطنه وضربت بكبده أنفه، أخرجتها رطبة، وكانت خراسانية أو صغدية، فقالت قريش: لا تشتروا إلا الخراسانيات والصغديات فانهن يطلبن بالثار، فذكر من رآه مصلوبا على المشلل أنه رآه يرمى بالحجارة كما يرمى قبر أبي رغال ..
والصغد أكبر من ترمذ وبها ربض وعليه ... الخ.
قال محمد بن علي البروسوي:
السّغد فی اللباب : بضمّ السّین المهمله وسکون الغین المعجمة، وفی الآخر دال مهمله، ویقال لها: الصّغد أیضا بالصاد المهمله، وهی أحد متنزهات الدنیا الأربعة: سغد سمرقند وغوطة دمشق و نهر الأبله عند البصرة وشعب بوان بفارس. قال ابن حوقل : وسغد سمرقند بما وراء النهر وهو أنزه الأربع المذکورات. قال: لأنّ وادی السّغد من حدّ بخارى ممتدّ إلی حدّ البتم نحو مسیره ثمانیه أیام، وهو مشتبك بالخضرة والبساتین لا ینقطع ذلکفی موضع منه، وقد حفّت تلک البساتین بالأنهار الدائم جریها من وراء الخضره فی الجانبین مزارع ومن وراء المزارع مراعي السوائم. قال: وهي أزکی بلاد اللّه وأحسنها أشجارا. قال: وسمرقند علی وادي السّغد، وأوّل وادي السّغد عن سمرقند علی أکثر من عشرین فرسخا، وإذا جاوز وادي السّغد سمرقند بمرحلتین یتشعّب فیتکون منه نهر یسمّی نهر قي، وهو قلب سغد ثمّ یتشعّب من نهر قي أنهار لا تحصی ویتشعّب بعد نهر قي من وادي السّغد أنهار علی امتداده بحذاء کل بلده ورستاق حتی ینتهی إلی حدّ بخارى. قال ابن حوقل: ومیاه سمرقند والسّغد وبخارى أصلها من جبال البتم.

### الفترة السوفيتية
تم إنشاء منطقة لينين أباد كواحدة من المناطق الأربع الأولى لـ«جمهورية طاجيكستان الإشتراكية السوفيتية»، بجانب مناطق ستالين أباد وكولياب وغارم، والتي تم تشكيلها بموجب مرسوم ما يسمى بهيئة رئاسة مجلس السوفيات الأعلى لاتحاد الجمهوريات الاشتراكية السوفياتية في 27 أكتوبر 1939. في 19 يناير 1945، تم فصل منطقة Ura-Tyube (المركز الإداري هو مدينة Ura-Tube) عن المناطق الجنوبية من المنطقة، والتي تم إلغائها بعد عامين في 23 يناير 1947، جميع المقاطعات عاد الأخير إلى منطقة لينين آباد. تم إلغاء المنطقة نفسها في 28 مارس 1962، وتم استعادتها في 23 ديسمبر 1970 (خلال هذه الفترة لم يكن هناك مؤقتًا تقسيم إقليمي في جمهورية طاجيكستان الاشتراكية السوفياتية).

### جمهورية طاجيكستان (9 سبتمبر 1991 - الآن)
بعد إستقلال طاجيكستان عام 1991، تم تغيير اسم المنطقة في 10 نوفمبر 2000 إلى صغد.

### التقسيمات الإدارية
بحسب التقسيم الإداري الطاجيكستاني الحالي، تضم ولاية صغد 8 مدن «ويقع بعضها داخل المقاطعات وتكون أيضاً تابعة للإدارة الإقليمية» و23 بلدة و14 مقاطعة (بالطاجيكية: Ноҳияи)‏ و93 مجتمعًا محليًا (بالطاجيكية: ҷамоати)‏.
| المنطقة                                                     | المركز الإداري | المساحة                | السڪان (تقدير 1 يناير 2022) | التقسيمات والتجمعات |
| ----------------------------------------------------------- | -------------- | ---------------------- | --------------------------- | --- |
| مدينة خوجند (بالطاجيكية: Хуҷанд)‏                            |                | 39.96 ڪم٢              | 198٫700 نسمة                | 22 محلة (خوجند، توتي كالون، خورشاروغ، رزاق، مسجد صفر، كوري رحمت قوربانوف، صدير حافظ، شرق، ساريبالاند، جابور رسولوف، 1 مايو، سيرداريا، سيحون، جاشماي أرزنة، بوفاندا، وحدت، تيمورمالك، تيلاكون، ميفاغول، صغديون، نافباهور) |
| منطقة مستشوه (بالطاجيكية: Ноҳияи Мастчоҳ)‏ أو نوهيا - مستشوه | مستشوه         | 1000 ڪم٢ أو 4712.3 ڪم٢ | 132،500 نسمة                | 3 مدن و4 تجمعات (مجتمعات بلدة ماستشوه وأوبوردون وبالدوراك ونافاهور وبوستون وأوبشورون وسوجديان). |
| منطقة أسترافشان (بالطاجيكية: ноҳияи Истаравшан)‏             | استرافشان      | 700 ڪم٢ أو 763 ڪم٢     | 288٫100 نسمة                | 1 مدينة و10 تجمعات (جولي سورخ، وشوربوغ، كالاي بالاند، كالاتشاي كالون، نيجاني، نفارج، زارهالال، بوشكنت، جافاكانداك، فرونزي) تضم 68 قرية.                                                                                  |
| منطقة شهرستان (بالطاجيكية: ноҳияи Шаҳристон)‏                | شهرستان        | 1200 ڪم٢               | 46٫200 نسمة                 | 2 تجمع (شهرستان، بونجيكات) |
| منطقة أصفارة (بالطاجيكية: ноҳияи Исфара)‏                    | أصفارة         | 900 ڪم٢                | 285٫000 نسمة                | مدينة (أصفارة) و3 مستوطنات (بلدة شروب، بلدة نفتاباد، بلدة نورافشان) و9 تجمعات (خان آباد، نافجيليم، كولكند، زمرد، شيلجازي، شهراك، سورخ، فوروخ، لاكون، شوركوه).                                                            |
| منطقة سيبتامين (بالطاجيكية: ноҳияи Спитамен)‏                | نافكات         | 400 ڪم٢ أو 496.7 ڪم٢   | 149٫700 نسمة                | مستوطنة حضرية (نافكات) و6 تجمعات (تورسون أولجاباييف، استقلال، كوروش، سربند، تاجوياك، خرامزامين) |
| منطقة بانجكنت (بالطاجيكية: ноҳияи Панҷакент)‏                | بنجكنت         | 3700 ڪم٢               | 312٫400 نسمة                | مدينة واحدة (بنجكنت) و14 تجمع (أموندارا، تشينور، فاروب، خليفة حسن، الكاكي، كوساتاروس، لويك شيرالي، موجيون، روداكي، سرزم، شينغ، سوجينا، فورو، يوري)                                                                       |
| منطقة ظفر أباد (بالطاجيكية: ноҳияи Зафаробод)‏               | ظفر أباد       | 500 ڪم٢                | 77٫400 نسمة                 | 3 مستوطنات حضرية (زعفر أباد، مخناتوبود، سجديون) وتجمعين (رافشان، جومي) |
| منطقة عيني (بالطاجيكية: Ноҳияи Айнӣ)‏                        | 5٫200 ڪم٢      | 9٫200 نسمة             | عيني                        | بلدة واحدة (زرافشان) و8 تجمعات (عنزوب، عيني، دردار، فونداريو، رارز، شاموتش، أورميتان، فاندريا) |

## السڪان
| سنة التعداد | عدد السكان |
| ----------- | ---------- |

بلغ عدد سكان ولاية صغد وفقًا للإحصائية لوكالة الإحصاء التابعة لرئيس جمهورية طاجيكستان بناءً على تعداد عام 2016، نحو 2٫511٫000 نسمة. ومن بين هؤلاء، كان 621.8 ألف شخص (24.8 في المائة من إجمالي سكان المنطقة) من الحضر و1٫889٫200 مليون شخص (75.2 في المائة) من الريف. ويبلغ متوسط الكثافة السكانية في المنطقة 99.6 نسمة لكل كيلومتر مربع. ويتكلم سكان صغد اللغات الطاجيكية والأوزبكية.

### العرقية
بحسب التعداد الطاجيكستاني عام 2010، كان من مجموع السكان البالغ 2٫233٫550 نحو 1٫876٫218 (84٪) من الطاجيك و329٫614 (14.76٪) من الأوزبك و8890 (0.40٪) من الروس و3020 (0٫14٪) آخرون، و12٫896 (0.58٪) من القرغيز و155 شخص من الكازاخستانيين و157 من التركمان.

## وصلات خارجية
- citypopulation.de